# Болотківці
Боло́тківці — село в Україні, в Рівненському районі Рівненської області. Населення становило 536 осіб у 2001 році, у 2024 році становило 429 осіб.

## Географія
Село розташоване на лівому березі річки Вілії.

### Початки цивілізації
Історія села Болотківці — досить древня, а, що найголовніше, цікава і захоплююча. Мало кому відомо, що територія цього населеного пункту, а саме його висотно-рівнинна околиця, дає про себе знати ще з бронзової доби. Цьому є докази, що збереглися з тих далеких часів до сьогодні: металеві наконечники зброї (списів, стріл), залишки гончарних виробів, рештки побутових предметів, знаряддя праці й сліди ливарної «промисловості», а також археологічні знахідки  з доби раннього середньовіччя. Усі вище наведені факти свідчать про існування цивілізації на території болотківської землі ще за первісних часів! Якщо Рим — це «вічне місто», тоді Болотківці можна по праву охрестити «вічним селом».
Значно пізніше на цій території розселилися люди, нащадки яких живуть тут до сьогодні. За народними переказами, шукачів кращої долі привабила сюди родюча земля і кришталева вода. І це не дивно! Болото, яке розкидалося всюди, було «матір'ю» багатих ґрунтів (щоб пересвідчитись у цьому, пригадайте хоча б, як раділи древні єгиптяни, коли Ніл виходив з  берегів). До речі, Болотківці також мають свій «маленький Ніл»  – річку Вілія, яка обміліла протягом віків. В міру заселення горба, сформувалися сім'ї з прізвищами Штундерів і Перчуків, які переважали в селі, і які мають глибоке коріння. Цікавим є те, що прізвища типу Штундер, Перчук, Ліщук, Рибак були тільки в східній частині села, а Стратюк, Ковальчук — в західній. Також траплялися прізвища Домбровський, Булавський, Лукомський, залишені поляками, що не є феноменом у Західній Україні.

#### Походження назви «Болотківці»
Власна назва «Болотківці» містить звичну для багатьох населених пунктів кінцівку «-івці». Можливо, це «-івці» могло бути приєднаним до особового наймення Болотко або Болотков, де кінцеве «-ці» означає «ті, що з роду Болоткова». У останньому прізвищі московського (російського) типу легко виокремити первісне Болотко, що вже відноситься до руського (українського) типу, де «ко» вказує на зменшення від прізвища Болото, яке вперше письмово документується у 1473 році: «и был там Вадим Болото с города Пскова».
Цілком може бути, що у назві «Болотківці» приховане давнє ім'я Больото, де є частинка «бол», укорочена від «боле», що означає «більше». У таких давньоруських іменах, як Болеслав і Болелют, компонент «боле» у поєднанні зі «слав» і «лют» виражали побажання в житті тим, хто носив ці імена. Ось лише у випадку з ім'ям Больото не до кінця зрозуміло, чого бажалося носієві незвичного імені.
Також, за однією з версій, Болотківці заснував переселенець з Росії — Болотков, який отримавши тут землю за невідомі заслуги і почав господарювати.

##### Болотківці в історичні документації
Перша писемна згадка про Болотківці датується від 5 жовтня 1561 року. Це постанова Луцького міського суду про розподіл між братами Григорієм та Михайлом Джусами батьківських майнових володінь, сіл: «Болотковца, Ляхова (Кутянки), Почапковской земли, Сеяного Гая и Садкова». У 1563 році Григорій оскаржує брата Михайла в суді за викрадення його волів і пограбування майна в Ляхові, Болотківців та Новородчицях. Через півроку історія повторюється.
У XV столітті магнат Єло-Малинський одержує Болотківці від князя Свидригайла як дар. З 1570 року село переходить у володіння Михайла Джуса, згодом  –  до Сосновських, а потім — до Малинських. Цей населений пункт кількаразово згадується в актах 1648—1654 років з приводу скарг на дії повстанських загонів селян, які розорювали поміщицькі маєтки й чинили спротив каральним загонам польської шляхти.

###### ХХ ст.— час смутку, злетів і падінь
У 1906 році село Кунівської волості Острозького повіту Волинської губернії. Відстань від повітового міста 16 верст, від волості 1. Дворів 97, мешканців 654.
На початку ХХ століття наші односельчани брали участь у національно-визвольній боротьбі за незалежність України у складі армії УНР на чолі з Симоном Петлюрою.
До 1939 року Болотківці знаходились під владою Польщі. Ця дата стала, так би мовити, роковою для західноукраїнських областей. Адже, тоді радянські війська окупували ці землі, і село Болотківці в тому числі.
Населенню нашої території надзвичайно пощастило уникнути цього раніше, оскільки, як відомо, раніше був Голодомор. Так, у 1932—1933 роках на український околицях Радянського Союзу на повну розгулював безпощадний «жовтий князь». Це нещастя — геноцид щодо українського народу — спіткало й сусіднє село Кунів, де панували більшовицькі порядки. Звичайно, життя селян, кинутих на вірну смерть, у безпосередній близькості до державного кордону між Польщею і СРСР штовхало знедолених на відчайдушні вчинки. Дуже часто вони нишком, ризикуючи всім, переходили кордон й прямували до польських Болотківець, щоб знайти хоч якусь поживу. Наші односельчани допомагали, чим могли, але було одне «але»: якщо польські прикордонники поблажливо ставились до таких дій, то радянські — іноді навіть розстрілювали.
Після встановлення радянських порядків у Західній Україні в 1939 (причиною чого став початок Другої світової війни, чим, у свою чергу, спритно скористався Сталін, окупувавши наші території) допризовне населення пішло на службу в Червону армію у 1940 році. У 1944 році Рівненщину було визволено від німецьких військ. Війна забрала 68 фронтовиків, а повернула лише 16. За мужність і звитягу учасників бойових дій було нагороджено медалями й орденами. Але хіба змогли вони компенсувати весь пережитий жах війни? Це риторичне запитання… Ми гордимося, тими, хто зумів пройти той нелегкий шлях.
Ось, як згадують війну сімейна пара Сергія й Галини Ткачуків: Сергій Ткачук, ветеран: «Німці палили, вбивали, грабували… Люди тікали від них в ліс. Німці спалили батькову хату. Тоді він з іншими мусів ховатися в Ілляшівці. Потім вернувся і відбудовував хату, все вручну. Я тоді був на фронті в Естонії… Війна — то біда…».
Галина Ткачук: «Вийшов німецький солдат до людей і каже: „Нє втєкайтє, людє, нє втєкайтє. Ніц нє бендзє, ніц нє бендзє“, — що нічого не буде, не будуть село палити  –  так толкує людям. Ну й вони не зачепили. В нас там такий вигін був, от, де моя хата зараз стоїть, бо я з Новородчиць села. От, як вони розложились там, і не зачепили нікого. Люди заспокоїлись… Тай так було: Новородчиці зосталися цілі, а Болотківці, бач, спалили».
Відступивши нацистські війська спалили половину села Болотківці. Люди змушені були жити в балганах (виритих землянках), оскільки іншого вибору у них не лишилось. Безліч хворіло — багато помирали.  Проте життя в тоталітарній наддержаві тривало, навіть на цій, змореній війною, землі.
У 1949 році в селі розпочалось створення колгоспу. Досить цікавими були заявки селян у колгосп. Ось одна з них: «Прошу прийняти мене в колгосп разом з дружиною, коровою, плугом і боронами, кіньми». Доля колгоспників виявилася дуже нелегкою: жали косами, серпами, в'язали снопи, а потім молотили паровою молотаркою, а то й ціпами. З часом у вжиток ввійшли кінні жатки. У 1955 році відбулося укрупнення колгоспів.
Після розпаду СРСР й утворення України у 1991 році Болотківці увійшли до її складу, де перебувають досі.